# Солонинко Ярослав Зіновійович
Ярослав Зіновійович Солонинко (нар. 2 квітня 1991, Хмельницький, УРСР) — український футболіст, півоборонець футбольного клубу «Воркута» (Торонто).

## Життєпис
Вихованець подільського футболу. Навчався у хмельницькій і тернопільській ДЮСШ. Почав кар'єру професіонального футболіста у хмельницькому «Поділлі» влітку 2008 року. Після створення в 2009 році нової команди у Хмельницькому, став її гравцем «основи». У 2010 році став гравцем «Оболоні». Виступав у молодіжній першості України протягом 2010—2011 років. Тоді повернувся у рідний Хмельницький. 
На початку сезону 2012—2013 років переїхав до Комсомольська, де за місцевий клуб провів осінню частину першості. На весну чемпіонату України другої ліги був знову заявлений за хмельницьке «Динамо». Навесні 2015 року поповнив склад аматорської польської команди LZS ROL.KO Konojady (4 дивізіон).
Наприкінці липня 2016 року став гравцем «Тернополя», але вже у грудні того ж року залишив команду.

## Досягнення
- Бронзовий призер молодіжної першості України (1): 2011/12

## Статистика
Статистика виступів в Україні на професіональному рівні
Інформація станом на 10 березня 2017 р.
| Клуб                          | Сезон   | Ліга               | Чемпіонат | Чемпіонат | Кубок | Кубок | Загалом | Загалом |
| Клуб                          | Сезон   | Ліга               | Матчі     | Голи      | Матчі | Голи  | Матчі   | Голи    |
| ----------------------------- | ------- | ------------------ | --------- | --------- | ----- | ----- | ------- | ------- |
| «Поділля» (Хмельницький)      | 2008—09 | Друга ліга         | 1         | 0         | -     | -     | 1       | -       |
| «Динамо» (Хмельницький)       | 2009—10 | Друга ліга         | 19        | 0         | -     | -     | 19      | -       |
| «Оболонь» (Київ)              | 2010—11 | Молодіжна першість | 21        | 1         | -     | -     | 21      | 1       |
| «Оболонь» (Київ)              | 2011—12 | Молодіжна першість | 2         | 0         | -     | -     | 2       | 0       |
| «Динамо» (Хмельницький)       | 2011—12 | Друга ліга         | 19        | 2         | -     | -     | 19      | 2       |
| «Гірник-спорт» (Комсомольськ) | 2012—13 | Друга ліга         | 20        | 0         | 2     | 1     | 22      | 1       |
| «Динамо» (Хмельницький)       | 2012—13 | Друга ліга         | 5         | 0         | -     | -     | 5       | 0       |
| «Динамо» (Хмельницький)       | 2013—14 | Друга ліга         | 16        | 0         | 1     | 0     | 17      | 0       |
| ФК «Тернопіль»                | 2016—17 | Перша ліга         | 16        | 0         | 1     | 0     | 17      | 0       |
| Всього:                       | Всього: | Кубок України      | -         | -         | 4     | 1     | 4       | 1       |
| Всього:                       | Всього: | Перша ліга         | 16        | 0         | -     | -     | 16      | 0       |
| Всього:                       | Всього: | Друга ліга         | 80        | 2         | -     | -     | 80      | 2       |
| Всього:                       | Всього: | Молодіжна першість | 23        | 1         | -     | -     | 23      | 1       |
| Всього:                       | Всього: | Всі                | -         | -         | -     | -     | 123     | 4       |